# Wolfgang Vetters
Wolfgang Vetters (* 25. Jänner 1944 in Wien; † 31. Dezember 2017 in Salzburg) war ein österreichischer Geologe.

## Leben
Wolfgang Vetters wurde am 25. Jänner 1944 als Sohn des Archäologen Hermann Vetters (1915–1993) und dessen Ehefrau Melanie Vetters (geborene Hierath), Lehrerin für Latein und Geschichte, in Wien geboren. Bereits sein Großvater Hermann Vetters senior (1880–1941) war Geologe. Nach der Matura im Jahre 1962 in Wien begann er ein Studium der Geologie, Mineralogie und Paläontologie an der Universität Wien und wurde im Jänner 1968 zum Dr. phil. promoviert. Das Thema seiner Dissertation lautete „Zur Geologie des SW-Teils des Wechselgebiets zwischen Rettenegg und Feistritzsattel“. Nach seinem Studienabschluss arbeitete er anfangs von 1968 bis 1971 als Geologe bei der Rohöl Aufsuchungs Ges.m.b.H. (heute Rohöl-Aufsuchungs AG (RAG)) in Oberösterreich, ehe er am 1. Juni 1971 als Assistent an das Institut für Geologie und Paläontologie der Universität Salzburg wechselte. Dort war er bis zu seiner Pensionierung im Jahre 2007 tätig.
Zu Beginn seiner Forschungstätigkeit beschäftigte sich Vetters mit dem Kristallin der Böhmischen Masse. Später lag sein wissenschaftlicher Themenschwerpunkt im Bereich der Kulturgeologie. Seine Reisen brachten ihn durch Österreich, Italien oder Jordanien bis nach Ephesos, wo bereits sein Vater Ausgrabungen leitete. Er publizierte diverse Bücher mit geologischem, insbesondere kulturgeologischem Bezug und war Korrespondent der Geologischen Bundesanstalt.
Am 31. Dezember 2017 starb Vetters kurz vor seinem 74. Geburtstag in Salzburg. Eines seiner letzten Forschungsprojekte vor seinem Tod war „Tunnels unter dem Festungsberg aus der Römerzeit“. Er hinterließ seine 1970 in Wien geheiratete Ehefrau Herlinde (geborene Rothe) und die drei gemeinsamen Kinder. Vetters Leichnam wurde eingeäschert, die Verabschiedung fand am 12. Jänner 2018 am Salzburger Kommunalfriedhof statt, ehe die Urne zu einem späteren Zeitpunkt in seiner Geburtsstadt Wien beigesetzt wurde.